# Động đất Kamchatka 2006
Động đất Kamchatka 2006 (tiếng Nga: Олюторское землетрясение) là trận động đất xảy ra vào lúc 12:25 (theo giờ địa phương), ngày 21 tháng 4 năm 2006.
 Trận động đất có cường độ 7.6 richter, tâm chấn độ sâu khoảng 22,4 km. Hậu quả trận động đất đã làm 40 người bị thương.